# Стахович, Павел Александрович
Павел Александрович Стахович (14 (26) января 1865 — после 1917) — генерал-лейтенант, главноуправляющий Государственным коннозаводством.

## Биография
Родился в семье шталмейстера Александра Александровича Стаховича от брака его с Ольгой Павловной Ушаковой 14 (26) января 1865 года.
Сын члена Совета государственного коннозаводства шталмейстера Александра Александровича Стаховича (1830—1913). Старшие братья Александр и Михаил были членами Государственной думы.
В 1884 году окончил Пажеский корпус с занесением имени на мраморную доску, был выпущен корнетом в Кавалергардский полк.
Чины: поручик (1888), штабс-ротмистр (за отличие, 1890), переименован в капитаны ГШ (1890), подполковник (1895), полковник (за отличие, 1899), генерал-майор (за отличие, 1906), генерал-лейтенант (за отличие, 1913).
В 1890 году окончил Николаевскую академию Генерального штаба (по 1-му разряду). По окончании академии состоял старшим адъютантом штаба: 36-й пехотной дивизии (1890—1891), 1-й пехотной дивизии (1891—1893) и 1-й кавалерийской дивизии (1893—1895). В 1895 году назначен исполняющим должность штаб-офицера при штабе Гренадерского корпуса и произведён в подполковники.
В 1897 году был назначен младшим, а в 1900 — старшим делопроизводителем военно-учёного комитета Главного штаба. Во время англо-бурской войны 1899—1902 годов состоял военным агентом при английской армии в Южной Африке, был награждён орденом Святого Владимира 4-й степени за успешное выполнение своей миссии. В 1901 году назначен начальником отделения Главного штаба.
24 декабря 1903 года назначен командиром Нежинского драгунского полка, с которым участвовал в русско-японской войне. В 1906 году назначен командующим лейб-гвардии Уланским Его Величества полком и в том же году произведён в генерал-майоры и назначен генерал-квартирмейстером штаба Петербургского военного округа. Затем был начальником 2-й отдельной кавалерийской бригады (1908—1912). С 27 ноября 1912 года состоял генералом для поручений при генерал-инспекторе кавалерии, а 25 мая 1913 был назначен членом Совета Главного управления государственного коннозаводства.
19 июля 1914 года назначен начальником 1-й Кубанской казачьей дивизии, с которой вступил в Первую мировую войну. 28 июля 1915 года назначен управляющим Государственным коннозаводством, а затем — его главноуправляющим (между 3 января и 8 февраля 1917).
После революции предположительно эмигрировал.

## Награды
- Орден Святого Станислава 3-й ст. (1895)
- Орден Святой Анны 3-й ст. (1898)
- Орден Святого Владимира 4-й ст. (1901)
- Орден Святого Владимира 3-й ст. (1903)
- мечи к ордену Святого Владимира 3-й ст. (1905)
- Золотое оружие «За храбрость» (ВП 05.02.1906)
- Орден Святого Станислава 1-й ст. (1909)
- Орден Святого Владимира 2-й ст. с мечами (ВП 01.05.1915)
- Орден Белого Орла с мечами (23.09.1915)